# 真野 (大津市)
真野（まの）は、滋賀県大津市に属する町名。琵琶湖の西岸に位置する。現行行政地名は真野一丁目から真野六丁目。

## 概要
旧滋賀郡真野村。現在は、真野の他、真野家田町、真野大野、真野佐川町、真野谷口町、真野普門に区分されている。
古代に真野臣（おみ）が当地を支配していた。春日山古墳群（6 - 7世紀前半）など遺跡が多い。1964年頃から大規模住宅開発が始まった。
真野から堅田にかけては琵琶湖の最狭部で、琵琶湖を北湖と南湖に分ける。「真野の入江」と呼ばれ、歌枕として知られた。
うづらなく真野の入江の浜風に尾花波よる秋の夕暮れ（源俊頼、金葉和歌集巻3）
現在では、大きく張り出した地形と真野川の湖流から良型のブラックバスの住処となっており、バス釣り愛好家の間では琵琶湖を代表するウェーディングエリアとして知られている。

## 世帯数と人口
2019年（平成31年）4月1日現在の世帯数と人口は以下の通りである。
| 丁目       | 世帯数    | 人口    |
| ---------- | --------- | ------- |
| 真野一丁目 | 562世帯   | 1,298人 |
| 真野二丁目 | 526世帯   | 1,222人 |
| 真野三丁目 | 34世帯    | 79人    |
| 真野四丁目 | 162世帯   | 368人   |
| 真野五丁目 | 833世帯   | 2,018人 |
| 真野六丁目 | 312世帯   | 929人   |
| 計         | 2,429世帯 | 5,914人 |

### 人口の変遷
国勢調査による人口の推移。
| 1995年（平成7年）  | 4,196人 | [ 5 ] |  |
| 2000年（平成12年） | 4,279人 | [ 6 ] |  |
| 2005年（平成17年） | 4,279人 | [ 7 ] |  |
| 2010年（平成22年） | 5,522人 | [ 8 ] |  |
| 2015年（平成27年） | 5,985人 | [ 9 ] |  |

### 世帯数の変遷
国勢調査による世帯数の推移。
| 1995年（平成7年）  | 1,275世帯 | [ 5 ] |  |
| 2000年（平成12年） | 1,369世帯 | [ 6 ] |  |
| 2005年（平成17年） | 1,369世帯 | [ 7 ] |  |
| 2010年（平成22年） | 1,970世帯 | [ 8 ] |  |
| 2015年（平成27年） | 2,182世帯 | [ 9 ] |  |

## 学区
市立小・中学校に通う場合、学区は以下の通りとなる。
| 丁目       | 番・番地等 | 小学校             | 中学校             |
| ---------- | ---------- | ------------------ | ------------------ |
| 真野一丁目 | 全域       | 大津市立真野小学校 | 大津市立真野中学校 |
| 真野二丁目 | 全域       | 大津市立真野小学校 | 大津市立真野中学校 |
| 真野三丁目 | 全域       | 大津市立真野小学校 | 大津市立真野中学校 |
| 真野四丁目 | 全域       | 大津市立真野小学校 | 大津市立真野中学校 |
| 真野五丁目 | 全域       | 大津市立真野小学校 | 大津市立真野中学校 |
| 真野六丁目 | 全域       | 大津市立真野小学校 | 大津市立真野中学校 |

## 交通機関
- 鉄道
  - JR湖西線堅田駅（1974年〜）
  - 江若鉄道真野駅（1924年〜1969年）
- 道路
  - 国道161号
  - 国道477号

## 施設
- 大津市立真野小学校
- 大津市立真野幼稚園
- 大津北警察署
- 大津市消防局 北消防署
- 滋賀県堅田看護専門学校
- 琵琶湖大橋病院

## 主な出身人物
- 都裕次郎 - 野球指導者
- 宮吉拓実 - サッカー選手（福井県若狭町生まれ）

## その他

### 日本郵便
- 郵便番号 : 520-0232[3]（集配局：堅田郵便局[11]）。